# Pratformiu
|  | Aquest article tracta sobre l'altiplà de Pratformiu. Vegeu-ne altres significats a «Pratformiu (desambiguació)». |

Pratformiu és un altiplà situat a l'extrem oriental del terme municipal de La Coma i la Pedra, a la Vall de Lord, (el Solsonès).

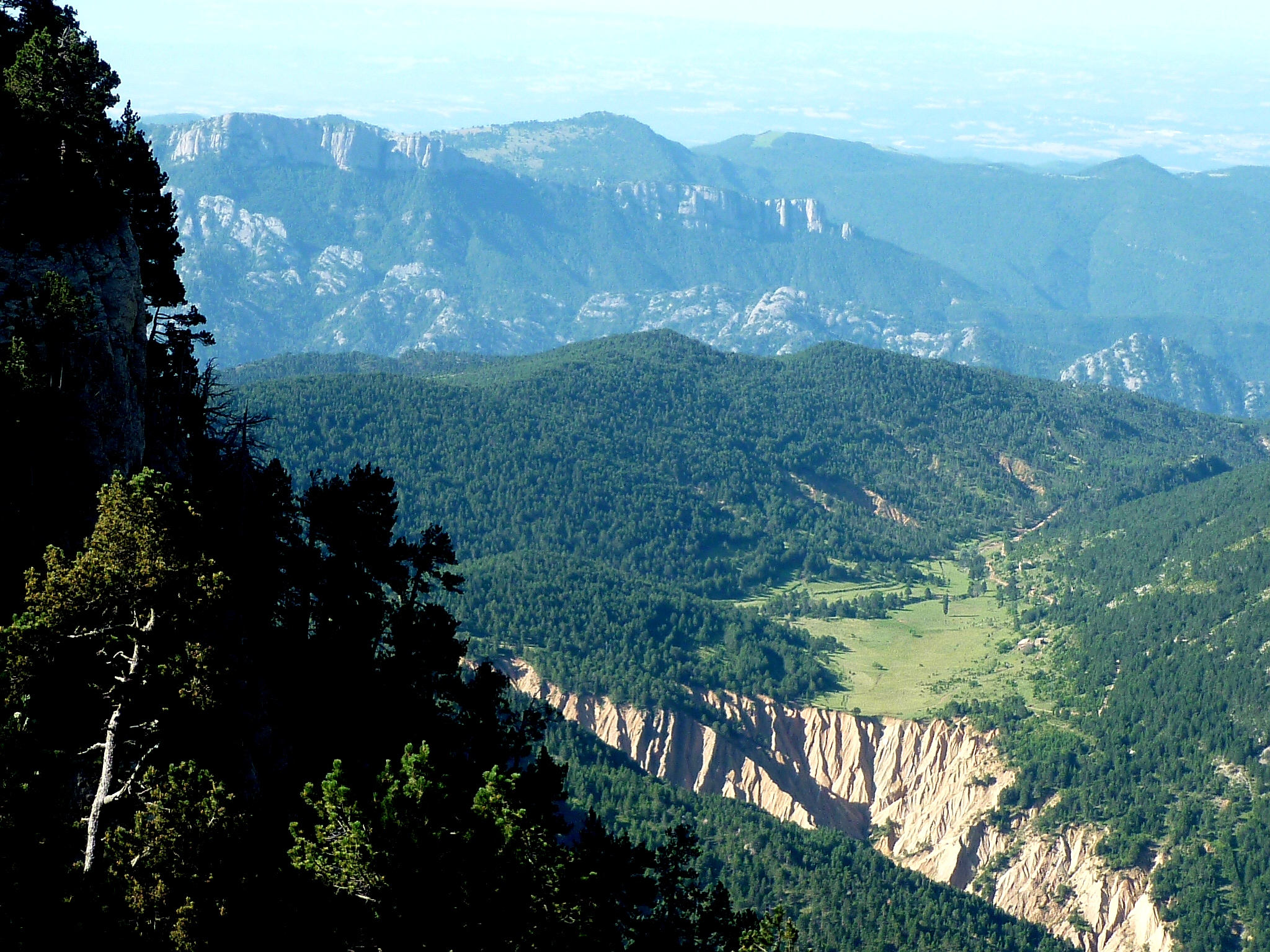
Altiplà de Pratformiu (imatge amb anotacions)

Situat entre els 1.480 (a l'extrem nord) i els 1.415 m. d'altitud (a l'extrem sud), s'obre entre la Serra de Pratformiu (a l'oest) i el cim de Serra de Mitges (a l'est). De forma allargassada, està orientat de Nord a Sud amb tendència cap al SE. El seu perímetre és d'uns 3,1 km. i la seva superfície d'unes 29 ha. Té una llargada màxima d'1,2 km i una amplada màxima de poc més de mig km.
Per la banda nord l'altiplà s'acaba abruptament a Les Terreres de Pratformiu

## Poblament
Actualment a Pratformiu hi ha quatre cases:
- Cal Calot. 42° 9′ 58.50″ N, 1° 38′ 1.729″ E / 42.1662500°N,1.63381361°E. (Als mapes de l'ICC hi consta escrit Can Quelot)
- Els Porxos (enrunada). 42° 9′ 50.69″ N, 1° 37′ 58.71″ E / 42.1640806°N,1.6329750°E
- Cal Gallina. 42° 9′ 42.30″ N, 1° 37′ 55.67″ E / 42.1617500°N,1.6321306°E (Als mapes de l'ICC se li assigna erròniament el nom d'Els Porxos)
- Ca l'Aravé. 42° 9′ 32.87″ N, 1° 37′ 51.27″ E / 42.1591306°N,1.6309083°E

A finals del segle xix, però, el llogaret de Pratformiu va passar de la parròquia de la Pedra a la de Vilacireres. Com a resultes d'aquesta readscripció consten documentades a la contrada, a més de les citades, les següents cases:
- Can Benalles.
- Can Campàs
- El Castell
- Can Cubiers
- Can Cassanell.
- Ca n'Ermenter.
- Can Flequí Pobre.
- Can Flequí Ric.
- Can Martí Negre.
- Can Palanca
- Can Paulina.
- El Porxo del Calb.
- Solana.
- Tossa.